# Glanges
Glanges (tiếng Occitan: Glanjas) là một xã của tỉnh Haute-Vienne, thuộc vùng Nouvelle-Aquitaine, miền trung nước Pháp.